# Comité Para
Comité Para, celým názvem Comité belge pour l'Analyse Critique des parasciences (Belgický výbor pro kritickou analýzu paravěd), je frankofonní belgická skeptická nezisková organizace. Comité Para byl založen v roce 1949 a považuje se za původce moderního skeptického hnutí. Motto skupiny (autor Robert Rendu) zní Ne rien nier a priori, ne rien affirmer sans preuve (Nic apriorně nepopírat, nic netvrdit bez důkazů).
„Comité Para“ původně znamenalo Comité Belge pour l'Investigation Scientifique des Phénomènes Réputés Paranormaux (Belgický výbor pro vědecké zkoumání údajných paranormálních jevů), než 19. června 2014 přijal svůj současný název.

## Historie
Zpochybňování paranormálních jevů začalo dávno před založením Comité Para. Například v 19. století se vedla debata o spiritismu a existenci duchů. Iluzionista Harry Houdini (1874-1926) je skeptiky považován za vyvraceče médií, a proto je považován za jednoho ze zakladatelů moderního skeptického hnutí.
Diskuse o vytvoření výboru, který by pravidelně prováděl vědecky kontrolované experimenty a posuzoval mimořádná tvrzení, vznikla v lednu 1947 poté, co byla skupina akademiků vyzvána, aby prokázala platnost radiestézie (výsledky byly negativní). Organizace byla nakonec založena sedmnácti členy včetně astronoma Sylvaina Arenda 15. ledna 1949 a oficiálně zaregistrována jako sdružení bez výdělečného účelu 4. června 1949. Vznikla částečně jako reakce na naléhavý problém ochrany spotřebitelů po druhé světové válce: dravý průmysl falešných jasnovidců prodával falešnou naději truchlícím příbuzným lidí, kteří se ztratili během války. Comité Para se snažil bojovat proti jasnovidcům, astrologům, věštcům apod. Americký filozof Paul Kurtz se nechal inspirovat Comité Para a po debatě kolem Marsova efektu (který údajně dokazoval astrologické vlivy) založil v roce 1976 ve Spojených státech Committee for the Scientific Investigation of Claims of the Paranormal. Díky tomu se organizované moderní skeptické hnutí stalo mezinárodním a dalo také nový impuls vědeckému skepticismu v Belgii. Komitét byl formálně dvojjazyčný, ale po nečinnosti jej obnovili téměř výhradně francouzsky mluvící členové, většinou astronomové. Když v roce 1976 učitel Jean-Marie Gantois založil pracovní skupinu Prometheus v rámci nizozemsky mluvící Vereniging Voor Sterrenkunde (Astronomické společnosti) (VVS), která se kromě astrologie a ufologie začala v osmdesátých letech zabývat i dalšími pseudovědami, vyvstala diskuse, zda je Prometheus stále slučitelný s cíli VVS. Jedním z návrhů bylo začlenit celou pracovní skupinu do Comité Para, jehož členem již bylo několik lidí, ale Comité dospěl k závěru, že založení samostatné nizozemsky mluvící skupiny bude lepším řešením. Tak vznikla v roce 1990 vlámská SKEPP jako sesterská společnost Comité Para.
V roce 1994 se Comité Para, zastoupený Arlette Fougniesovou, stal zakládajícím členem Evropské rady skeptických organizací (ECSO).

## Organizace

### Čestní členové
- P. Danblon, vědecký novinář
- J. Randi, americký iluzionista.
- J. Romain (– 2013), zůstavitel ve prospěch výboru

- J. Dommanget (1924–2014), astronom, čestný vedoucí oddělení Královské observatoře, prezident výboru v letech 1980 až 2007
- A. Fougnies, romanista, čestný člen vzdělávací služby Královské knihovny
- C. Isbecque (také znám jako Klingsor), zemědělský inženýr (skupina: venkovské inženýrství), profesionální iluzionista, předseda Club des Magiciens de Bruxelles
- R. Vanherle, výzkumný asistent kardiologické výzkumné laboratoře Lékařské fakulty Svobodné univerzity v Bruselu, v důchodu.[2]

## Publikace
- 1999, La science face au défi du paranormal, ISBN 9782873990800
- Nouvelles Sceptiques (do roku 2009 pod názvem Nouvelles Brèves[11]), časopis pro členy